# Hannah Mangold & Lucy Palm
Hannah Mangold & Lucy Palm ist ein deutscher Kriminalfilm von Florian Schwarz aus dem Jahr 2012 mit Anja Kling und Britta Hammelstein. Im März 2013 wurde mit Tot im Wald eine Fortsetzung des Films ausgestrahlt.

## Handlung
Die einstige Kommissariatsleiterin, Hannah Mangold aus Potsdam, kehrt nach einem neunmonatigen Aufenthalt in der Psychiatrie in ihr früheres Dezernat zurück. Da sie ihre Ängste noch nicht überwunden hat, verspricht sie sich Ablenkung durch ihre Arbeit. Zu sehr nimmt es sie mit, gesehen zu haben, wie die Freundin ihrer Tochter Laura von einem entflohenen Häftling erschossen wurde. Inzwischen hat ihr Kollege Ulf Habermann die Leitung des Kommissariats übernommen. Ihr erster Fall wird jedoch gleich wieder zur emotionalen Herausforderung, denn sie soll gemeinsam mit ihrer neuen jungen Kollegin, Lucy Palm, einen Serienvergewaltiger jagen, der sein letztes Opfer sogar tötete. Der angebliche Selbstmord einer Freundin aus der Psychiatrie führt Hannah auf die Spur des Psychiaters Reiner Gerber, der Patientinnen dazu verleitet, ihre Medikamente abzusetzen. Ist dieser Mann der Täter? Hannah beschließt undercover zu ermitteln und wird Gerbers Patientin. Doch sie hat ihren Gegner unterschätzt, der vor nichts zurückschreckt, ihre Tochter Laura für ein mörderisches Spiel benutzt, und beiden eine tödliche Falle stellt. Beim Showdown geht es um alles: Lucy muss ihre Kollegin Hannah und ihre Tochter Laura retten, und Reiner Gerber stellen.

## Hintergrund
Hannah Mangold & Lucy Palm wurde unter dem Arbeitstitel Hinter dem Spiegel vom 8. März 2011 bis zum 6. April 2011 in Berlin und Umgebung gedreht. Produziert wurde der Film für Sat.1 von der Ninety-Minute Film GmbH.
Anja Kling wurde 2012 für ihre Rolle der Hannah Mangold mit dem Bayerischen Fernsehpreis als „Beste Schauspielerin in einer Serie und Reihe“ ausgezeichnet.

## Kritik
Die Redaktion der Fernsehzeitschrift TV Spielfilm zeigt mit dem Daumen nach oben und vergibt für Action und Erotik einen und für Spannung zwei von drei möglichen Punkten. Sie fanden „alles eine Spur zu clever, zu cool, zu stylish, um wirklich originell zu sein“, jedoch würden die Darstellerinnen Laune machen. Das Resümee: „Viel Brimborium, aber mit Schmackes inszeniert“.